# هیولای دریا (فیلم ۲۰۲۲)
هیولای دریا (به انگلیسی: The Sea Beast) یک فیلم پویانمایی رایانه‌ای ماجراجویی آمریکایی محصول ۲۰۲۲ از کریس ویلیامز در نخستین کارگردانی انفرادی او است. صداپیشگان این فیلم کارل اربن، زاریس-آنجل هاتور، جرد هریس و ماریان ژان-بتیست هستند.
این فیلم که توسط نتفلیکس انیمیشن تولید شده‌است، در ۲۴ ژوئن ۲۰۲۲ در سینماهای منتخب اکران شد و سپس در ۸ ژوئیه در نتفلیکس منتشر شد و نقدهای مثبتی از سوی منتقدان دریافت کرد.

## داستان
در دورانی که جانوران وحشتناک در دریاها پرسه می‌زدند، شکارچیان هیولا قهرمانان مشهوری بودند - و هیچ‌کدام محبوب‌تر از جیکوب هالند نبودند. اما زمانی که میسی برامبل جوان در کشتی افسانه‌ای خود می‌نشیند، با یک متحد غیرمنتظره روبرو می‌شود. آنها با هم سفری حماسی را در آب‌های ناشناخته آغاز می‌کنند و تاریخ را می‌نویسند.

## صداپیشه‌ها
- کارل اربن در نقش جیکوب هلند
- زاریس-آنجل هاتور در نقش میسی برامبل
- جرد هریس در نقش کاپیتان کرو
- ماریان ژان-بتیست در نقش سارا شارپ
- دن استیونز در نقش دریاسالار هورناگلد
- کتی برک در نقش گوئن باتربی
- جیم کارتر در نقش پادشاه
- دون مکیچان در نقش ملکه
- هلن سادلر در نقش خانم مرینو/ماترون/رانندهٔ گاری

## تولید

### توسعه
در ۵ نوامبر ۲۰۱۸، نتفلیکس اعلام کرد که کریس ویلیامز نویسندگی و کارگردانی پویانمایی جیکوب و هیولای دریا را بر عهده خواهد داشت. عنوان فیلم در ۷ نوامبر ۲۰۲۰ به عنوان کنونی تغییر یافت.

### پویانمایی
خدمات پویانمایی توسط سونی پیکچرز ایمج‌ورکز ارائه شده‌است.

### موسیقی
مارک مانسینا موسیقی متن فیلم را ساخته‌است.

## انتشار
نتفلیکس در مارس ۲۰۲۲ تاریخ پخش خود را برای ۸ ژوئیه ۲۰۲۲ اعلام کرد. این فیلم در سینماهایای‌ام‌سی، سینمارک، ریگال، انترتینمنت و دیگر سینماها در تاریخ ۲۴ ژوئن ۲۰۲۲، پیش از نخستین نمایش از طریق نتفلیکس، اکران شد.

## بازخورد
در وبگاه جمع‌آوری نقد راتن تومیتوز، ٪۹۴ از ۶۴ بررسی منتقدان مثبت است و میانگینِ امتیاز آن ۷٫۶/۱۰ است. اجماع این وبگاه چنین می‌نویسد: «یک داستان پویانمایی اصلی که اغلب به اندازهٔ شخصیت‌هایش جسورانه است، «هیولای دریا» مخاطبان را به سفری می‌فرستد که ارزش دیدنش را دارد.» این فیلم در متاکریتیک که از میانگین وزنی استفاده می‌کند، بر اساس نظر ۱۵ منتقدین امتیاز ۷۵ از ۱۰۰ را کسب کرده که نشان‌گر «نقدهای عموماً مطلوب» است.